# Middletown (Illinois)
Middletown è un villaggio degli Stati Uniti d'America, situato nello Stato dell'Illinois, nella contea di Logan.